# SSV Jahn Regensburg
Sport- und Schwimmverein Jahn Regensburg e. V., kendt som SSV Jahn Regensburg, Jahn Regensburg, SSV Jahn eller bare Jahn, er en tysk fodboldklub fra byen Regensburg i Bayern. Klubben spiller på nuværende tidspunkt i 3. Liga, den tredjebedste række i Tyskland.

## Nuværende trup
Oversigten er opdateret til og med 26. januar 2024.
| Nr. | Land     | Position | Spiller                 |
| --- | -------- | -------- | ----------------------- |
| 1   | Tyskland | MM       | Felix Gebhardt          |
| 3   | Tyskland | FO       | Bryan Hein              |
| 4   | Tyskland | FO       | Florian Ballas          |
| 5   | Tyskland | MI       | Rasim Bulić             |
| 6   | Tyskland | FO       | Benedikt Saller         |
| 7   | Tyskland | AN       | Oscar Schönfelder       |
| 8   | Tyskland | MI       | Andreas Geipl (anfører) |
| 9   | Tyskland | AN       | Eric Hottmann           |
| 10  | Tyskland | MI       | Christian Viet          |
| 11  | Tyskland | FO       | Konrad Faber            |
| 12  | Tyskland | MM       | Leon Ćuk                |
| 13  | Tyskland | FO       | Alexander Bittroff      |
| 14  | Tyskland | FO       | Robin Ziegele           |

| Nr. | Land     | Position | Spiller                           |
| --- | -------- | -------- | --------------------------------- |
| 16  | Tyskland | FO       | Louis Breunig (Lånt fra Nürnberg) |
| 18  | Tyskland | MI       | Niclas Anspach                    |
| 19  | Tyskland | MI       | Christian Schmidt                 |
| 20  | Tyskland | AN       | Noah Ganaus                       |
| 21  | Tyskland | MI       | Tobias Eisenhuth                  |
| 23  | Tyskland | AN       | Jannik Graf                       |
| 27  | Tyskland | MI       | Dominik Kother                    |
| 29  | Tyskland | AN       | Elias Huth                        |
| 30  | Kosovo   | AN       | Valdrin Mustafa                   |
| 31  | Tyskland | AN       | Max Meyer                         |
| 32  | Tyskland | MM       | Alexander Weidinger               |
| 33  | Tyskland | MI       | Erik Tallig                       |
| 36  | Tyskland | AN       | Kelvin Onuigwe                    |

Udlånt
| Nr. | Land     | Position | Spiller                                     |
| --- | -------- | -------- | ------------------------------------------- |
|     | Tyskland | AN       | Noel Eichinger (Udlånt til Greifswalder FC) |

## Klubrekorder

### Flest kampe
Oversigten er opdateret til og med 10. februar 2022.
| Nr. | Spiller              | Kampe | År                   |
| --- | -------------------- | ----- | -------------------- |
| 1   | Sebastian Nachreiner | 258   | 2010- Nuværende      |
| 2   | Stefan Binder        | 257   | 2002-2006, 2007-2012 |
| 3   | Oliver Hein          | 249   | 2009-2021            |
| 4   | Tobias Zellner       | 194   | 2001-2004, 2007-2011 |
| 5   | Jann George          | 192   | 2015-2022            |

### Flest mål
Oversigten er opdateret til og med 10. februar 2022.
| Nr. | Spiller          | Mål | År        |
| --- | ---------------- | --- | --------- |
| 1   | Marco Grüttner   | 48  | 2016-2020 |
| 2   | Petr Stoilov     | 44  | 2006-2011 |
| 3   | András Tölcséres | 40  | 2000-2004 |
| 4   | Jann George      | 37  | 2015-2022 |
| 5   | Thomas Hemmerich | 34  | 1990-1996 |